# Karol L. Zachar
Karol L. Zachar, all'anagrafe Karol Legény, (Svätý Anton, 12 gennaio 1918 – Bratislava, 17 dicembre 2003), è stato un attore, regista teatrale e scenografo slovacco. Ebbe come figlio l'attore Ján Zachar.

## Biografia
Studiò all'Università Tecnica Ceca di Praga dal 1936 al 1938, quindi alla facoltà di filosofia dell'Università Comenio di Bratislava dal 1938 al 1940 e nel 1942 completò gli studi di recitazione al Conservatorio di Stato di Bratislava. Dal 1939 fu membro della Compagnia del teatro di prosa del Teatro Nazionale Slovacco, in cui dal 1965 divenne regista. Dal 1942 al 1956 fu insegnante al Conservatorio di Stato e dal 1951 al 1983 insegnante all'Alta scuola di arti musicali di Bratislava: dal 1959 con il titolo di docente e dal 1969 con quello di professore.
Si esibì anche alla radio, in televisione e nel cinema. Applicò il suo talento artistico come consulente d'arte e costumista non solo nel teatro, ma anche nel cinema, ad esempio in Rodná zem, Zemianska česť, Rok na dedine.
Nel 1966 lo Stato gli conferì il titolo di artista meritevole e nel 1978 il titolo di artista nazionale.

## Filmografia
- 1947: Varúj...!
- 1948: Bílá tma (nel ruolo del Lettore)
- 1948: Čertova stena (nel ruolo del contabile Durný)
- 1948: Vlčie diery (nel ruolo del pentolaio Jožko)
- 1950: Karhanova parta (nel ruolo del malato)
- 1950: Kozie mlieko (nel ruolo di Beňadik Frniak)
- 1950: Priehrada (nel ruolo di Karol)
- 1952: Nástup (nel ruolo di Palme)
- 1953: Rodná zem (nel ruolo di Drozdík)
- 1956: Ztracená stopa (nel ruolo del pastore)
- 1957: Zemianska česť (nel ruolo di Ondrej Levický)
- 1958: Dáždnik svätého Petra (nel ruolo di San Pietro)
- 1962-63: Jánošík I-II (nel ruolo del nonno)
- 1966: Tango pre medveďa (nel ruolo di Beno)
- 1967: Rok na dedine (nel ruolo di Tutura)
- 1975: Pacho, hybský zbojník (nel ruolo del vecchio)
- 1977: Rača, láska moja (nel ruolo di Anton)
- 1978: Nie (nel ruolo del fattore Cesnak)
- 1979: Hordubal
- 1980: Otec ma zderie tak či tak (nel ruolo dello zio Zahruška)
- 1981: Plavčík a Vratko (nel ruolo di Vratko)
- 1987: Začiatok sezóny (nel ruolo di Karol Vicen)